# Koksijde
Koksijde (französisch Coxyde) ist eine Gemeinde in der Provinz Westflandern an der belgischen Küste.
Die Gemeinde zählt 21.546 Einwohner (Stand 1. Januar 2024). Haupteinnahmequelle ist der Tourismus. Im Ortsteil Oostduinkerke werden Krabben traditionell mithilfe von Netzen und Pferden gefischt.
2013 wurde dies von der UNESCO in die Repräsentative Liste des immateriellen Kulturerbes der Menschheit aufgenommen.

## Geschichte
1777 erscheint der Ort als Cauxyde in den Ferraris-Karten. 1977 wurden die Orte Koksijde inklusive Sankt Idesbald (flämisch Sint-Idesbald), Oostduinkerke und das Polderdorf Wulpen   zu einer Gemeinde zusammengelegt. 2004 wurde das Kino Studio Koksijde erbaut; es ist das einzige Kino an der belgischen Westküste (bestehend aus den Gemeinden De Panne, Koksijde und Nieuwpoort) und in der Westhoek.

## Rezeption
Die Urlauber des Sommers 1914 sahen sich hier „am schönsten Ende der Welt gestrandet“, schrieb der Schriftsteller Jakob Hein im Roman Die Orient-Mission des Leutnant Stern.

## Sehenswürdigkeiten
- 701 Hektar Naturgebiete
- Das 1982 eröffnete Paul-Delvaux-Museum in Sankt Idesbald
- Hoge Blekker, seit 1999 ein Naturreservat mit der höchsten Düne (33 Meter) der belgischen Küste
- Kloster Ten Duinen
- Strand, bei Ebbe zwischen 250 und 700 Meter breit
- Militärflugplatz Koksijde, Basis der Belgischen Luftkomponente

## Partnerschaften
Koksijde pflegt folgende Partnerschaften:
- Bad Schallerbach, Österreich
- Konz, Deutschland
- Ortsteil Oostduinkerke aan Zee: verschwistert mit Wépion-sur-Meuse (Belgien), Biedenkopf an der Lahn (Deutschland), Neustadt an der Orla (Deutschland), La Charité-sur-Loire (Frankreich)

## Bilder

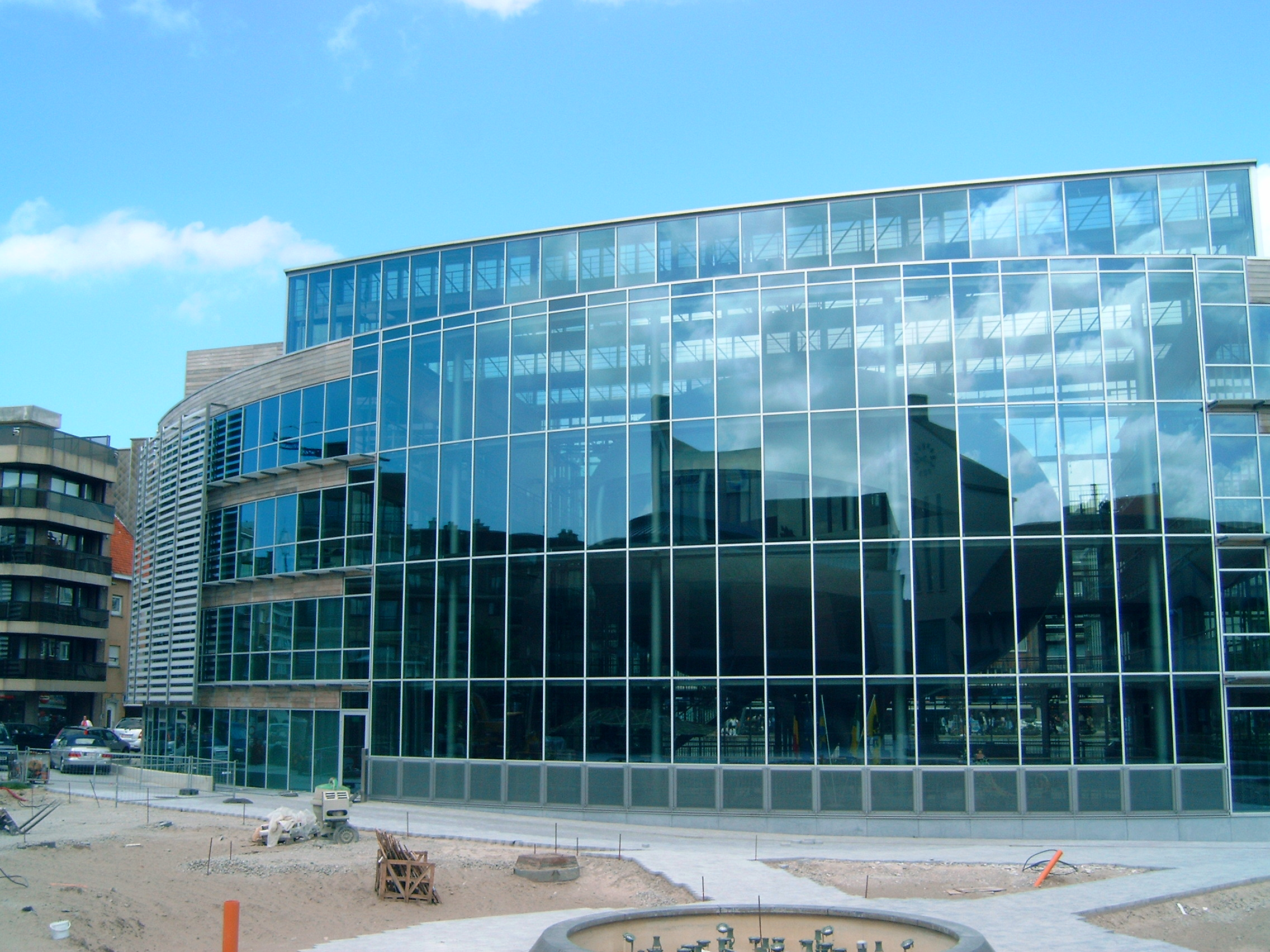
Gemeindehaus, Koksijde
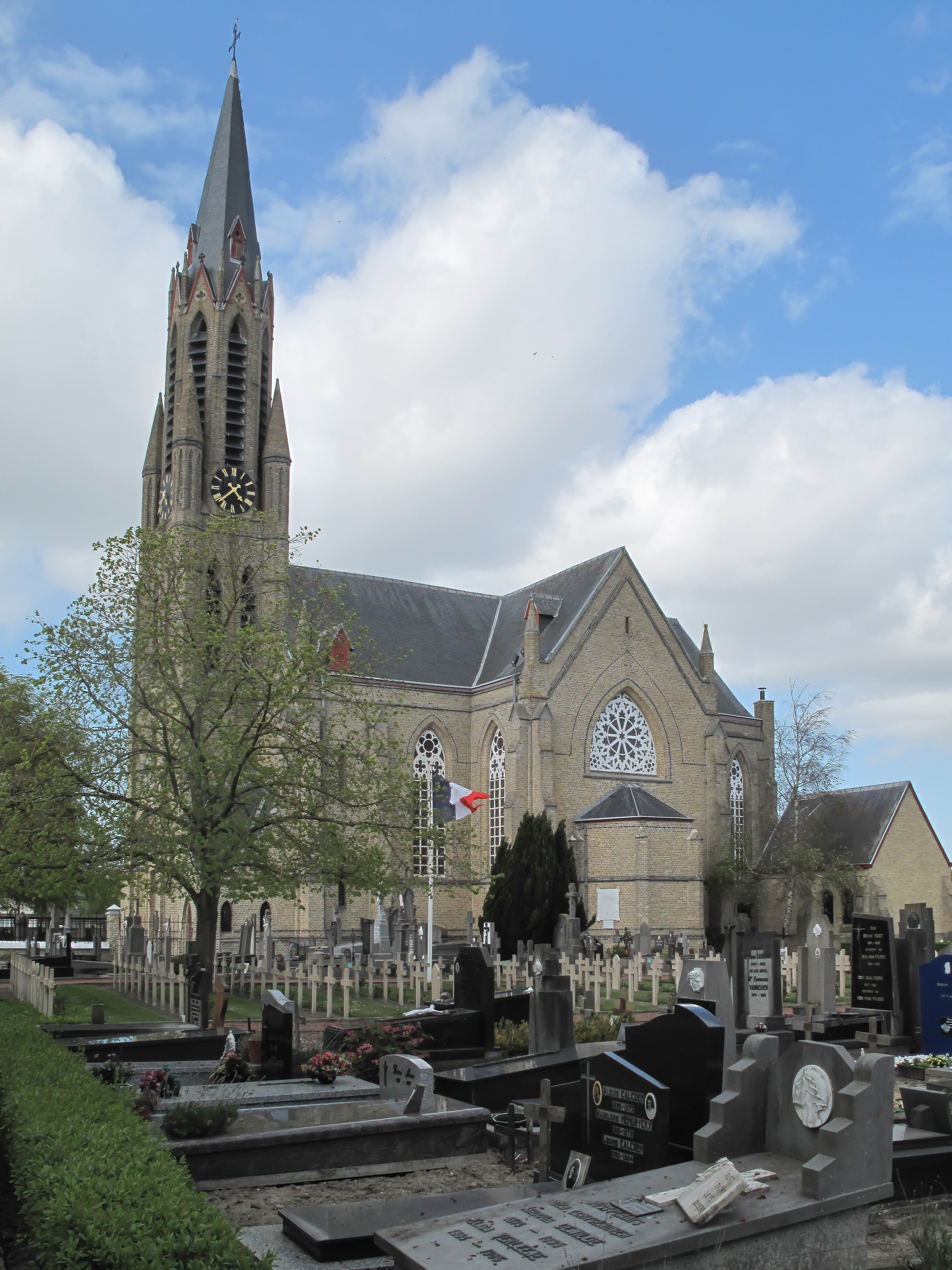
Sint Pieterskerk (Kirche St. Peter), Koksijde
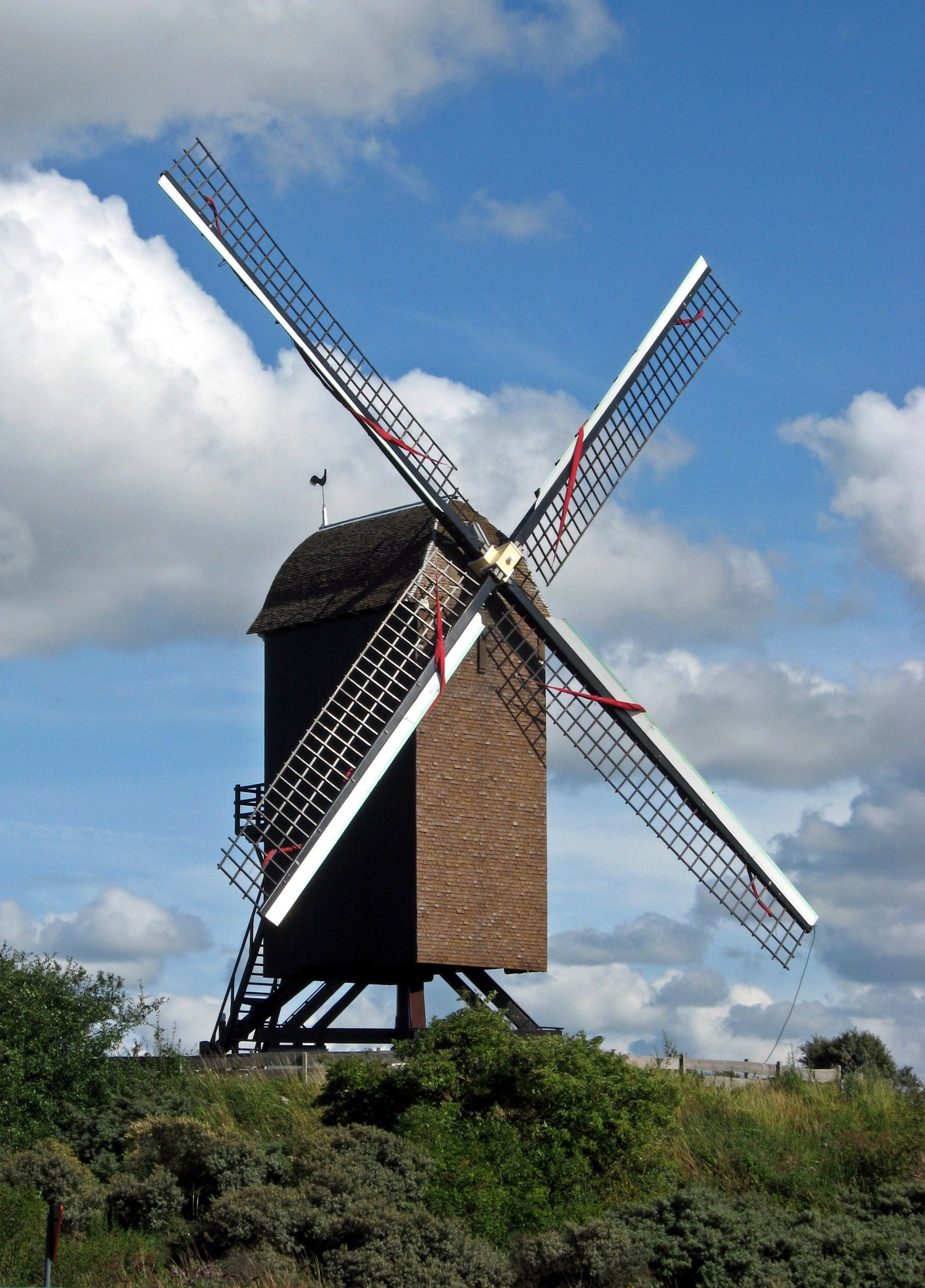
Windmühle, Koksijde
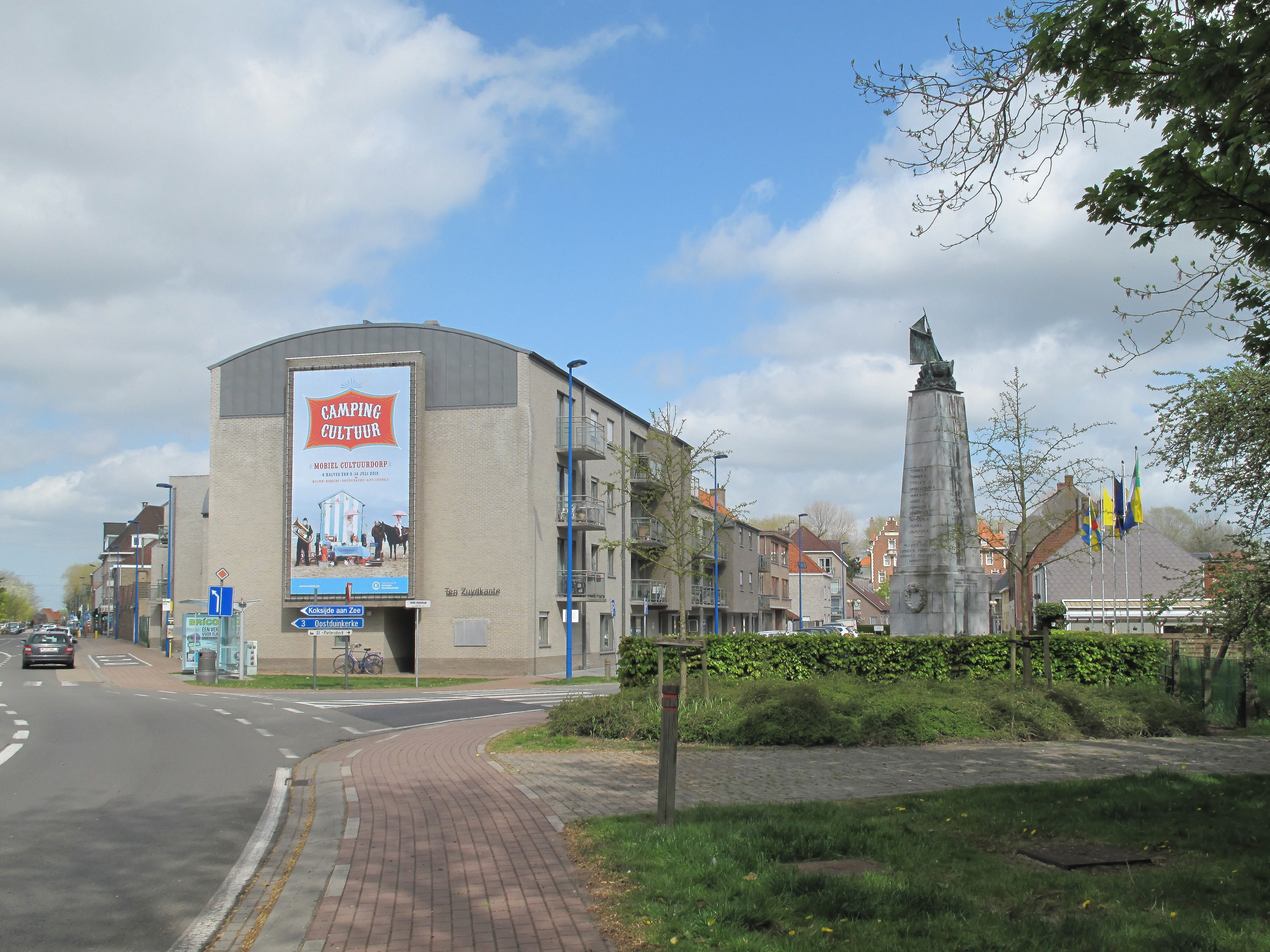
Kriegsopferdenkmal, Koksijde
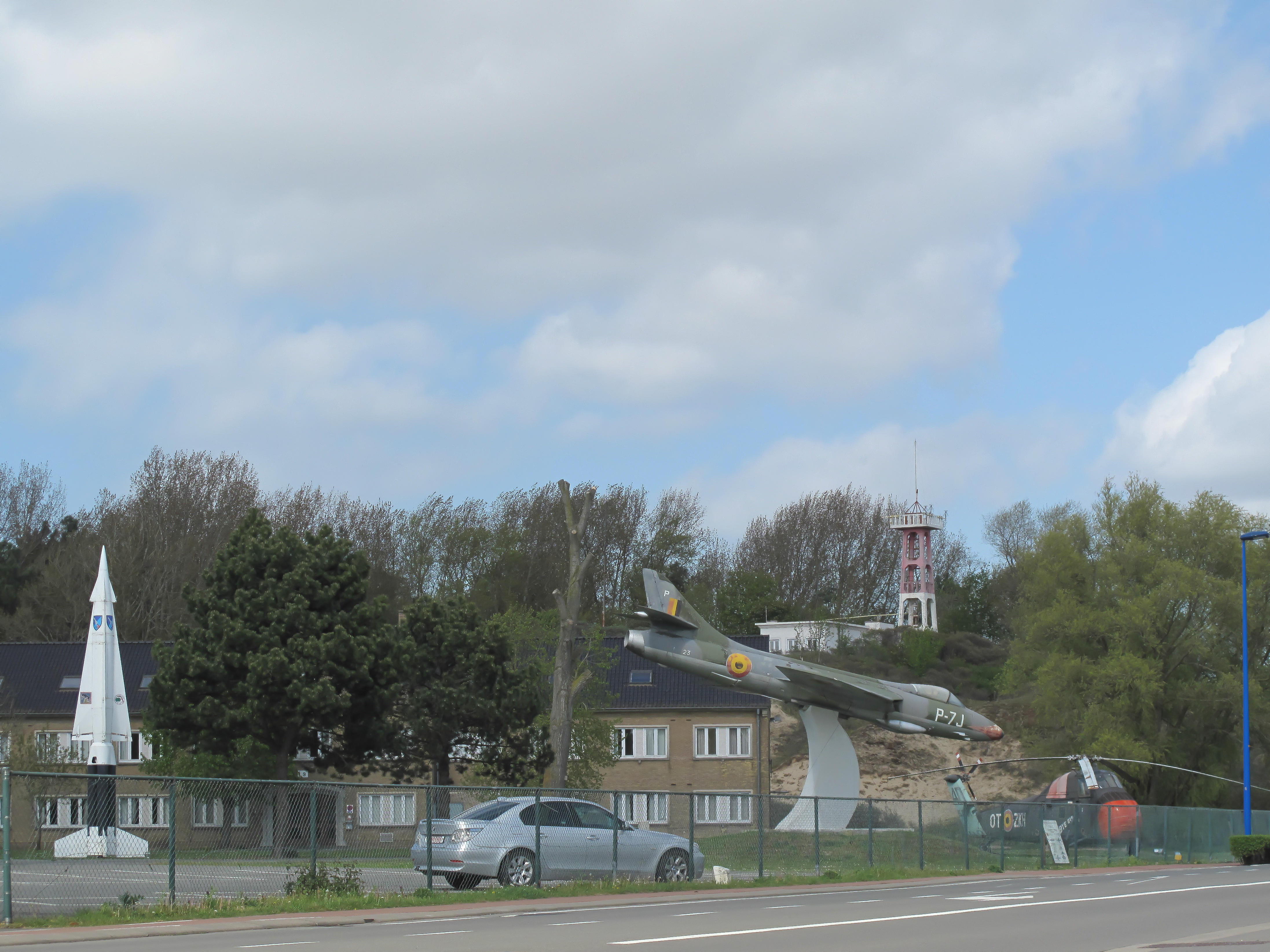
Militärflugplatz Koksijde
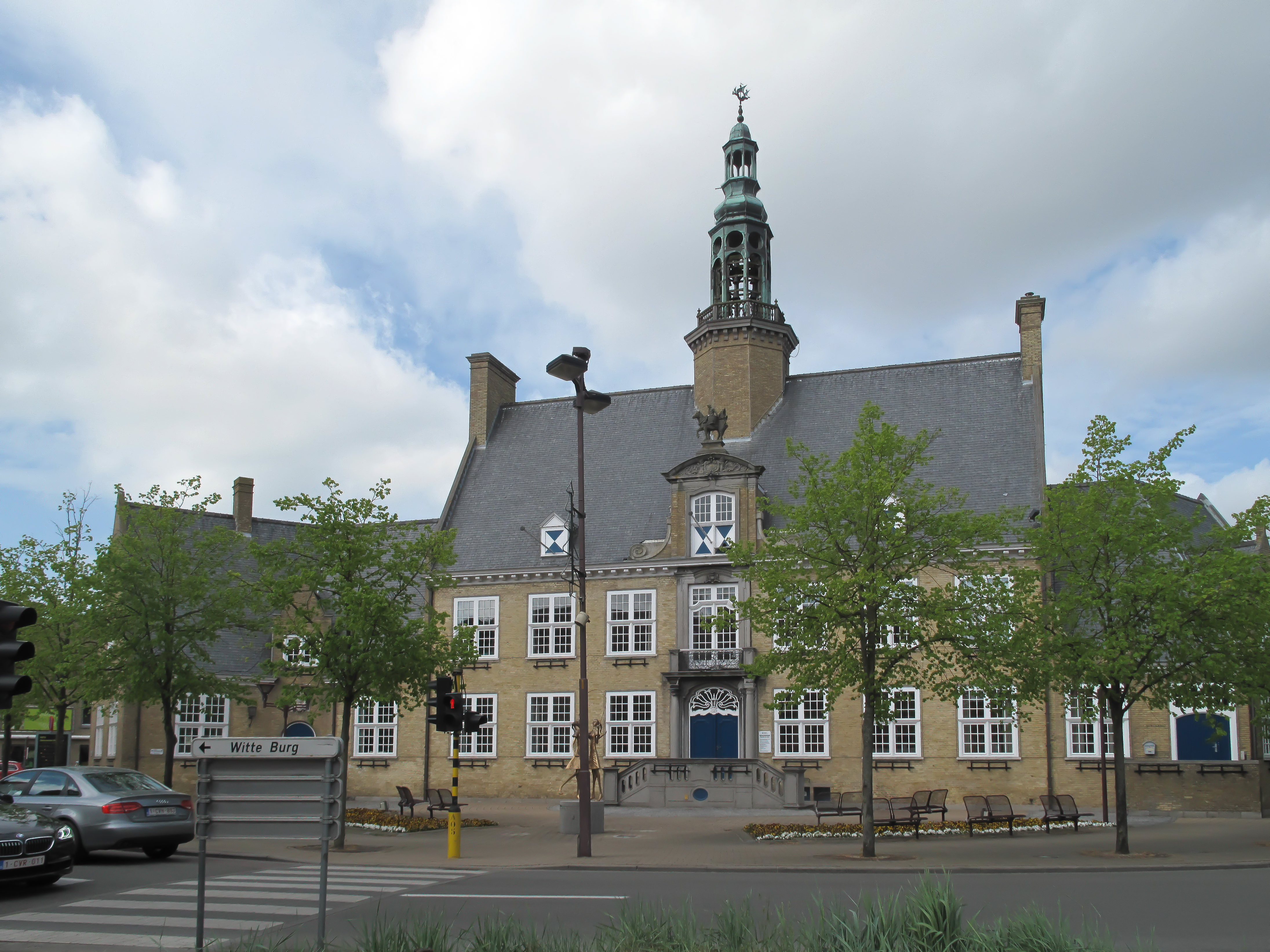
Rathaus, Oostduinkerke
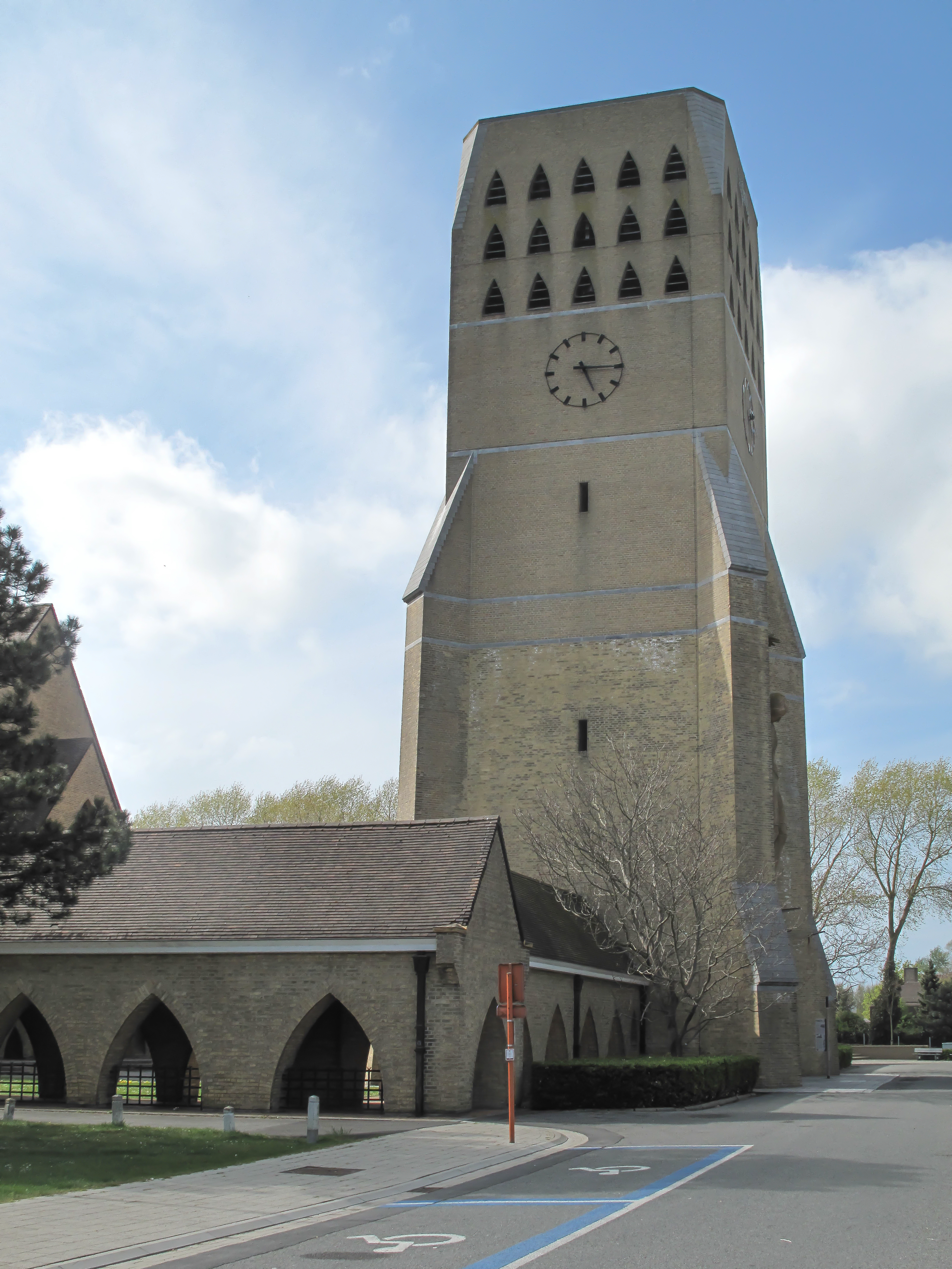
Pfarrkirche Sint Niklaas, Oostduinkerke
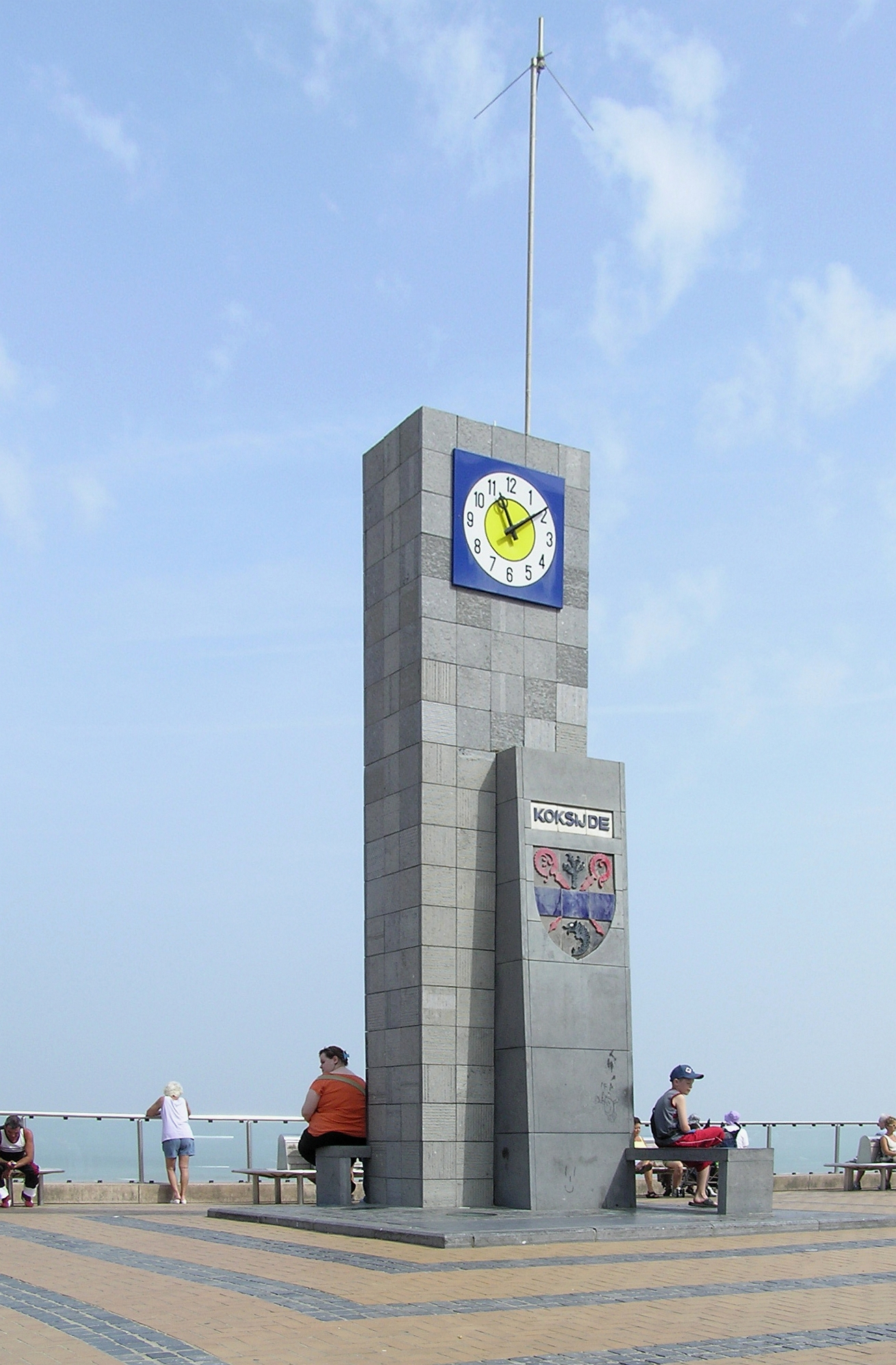
Neue Standuhr an der Promenade, Koksijde
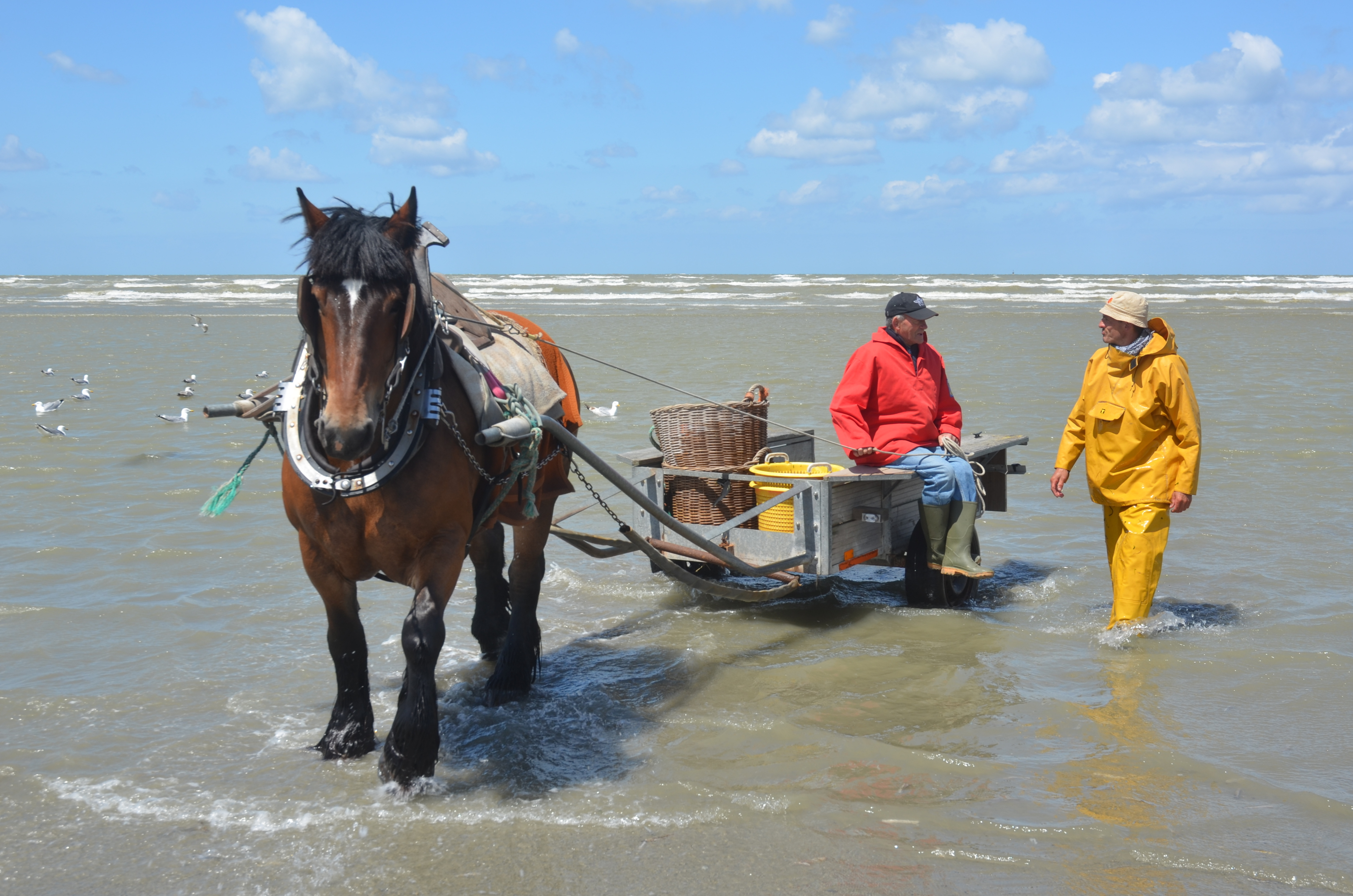
Krabbenfischer, Oostduinkerke
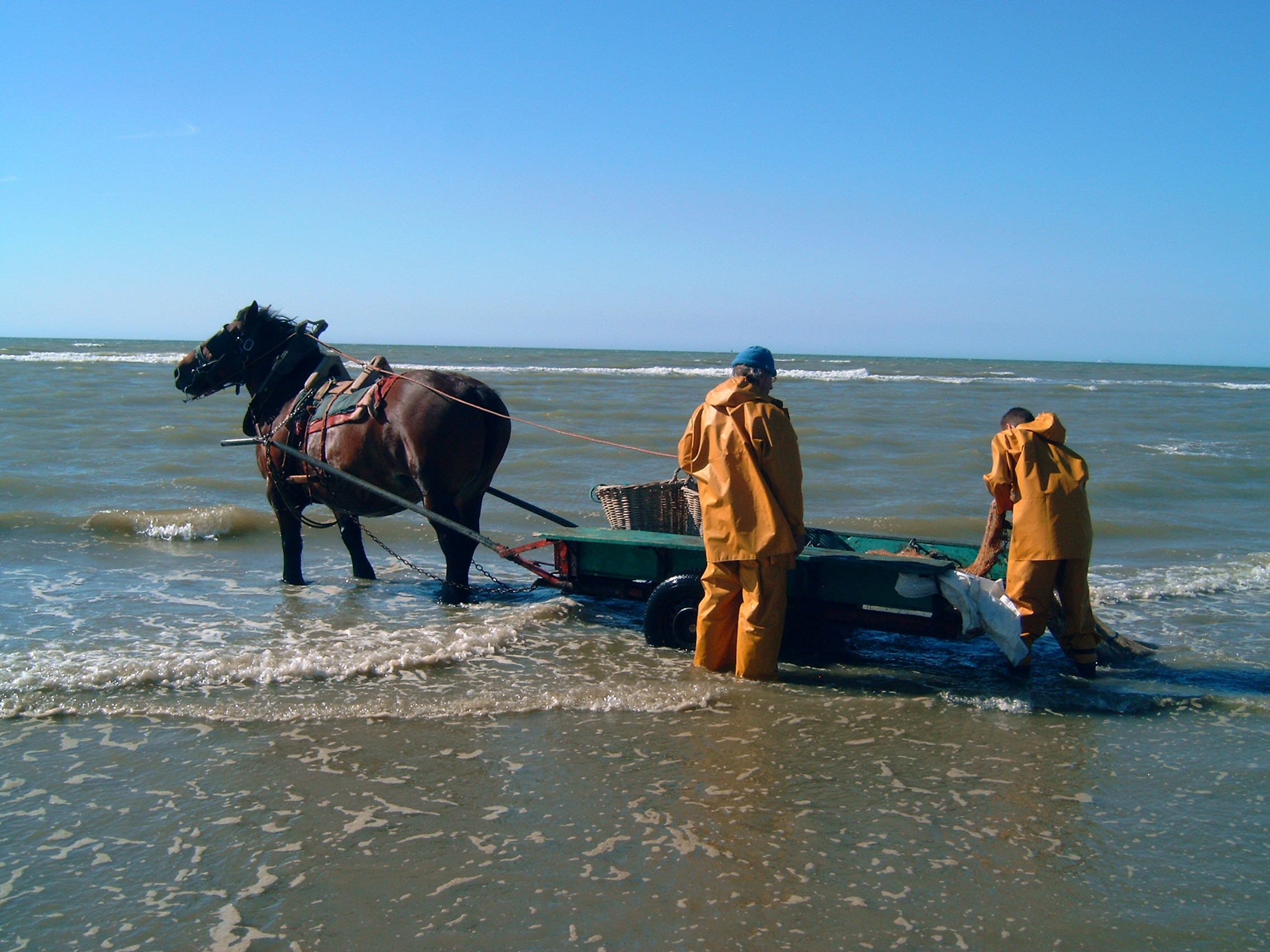
Krabbenfischer, Oostduinkerke
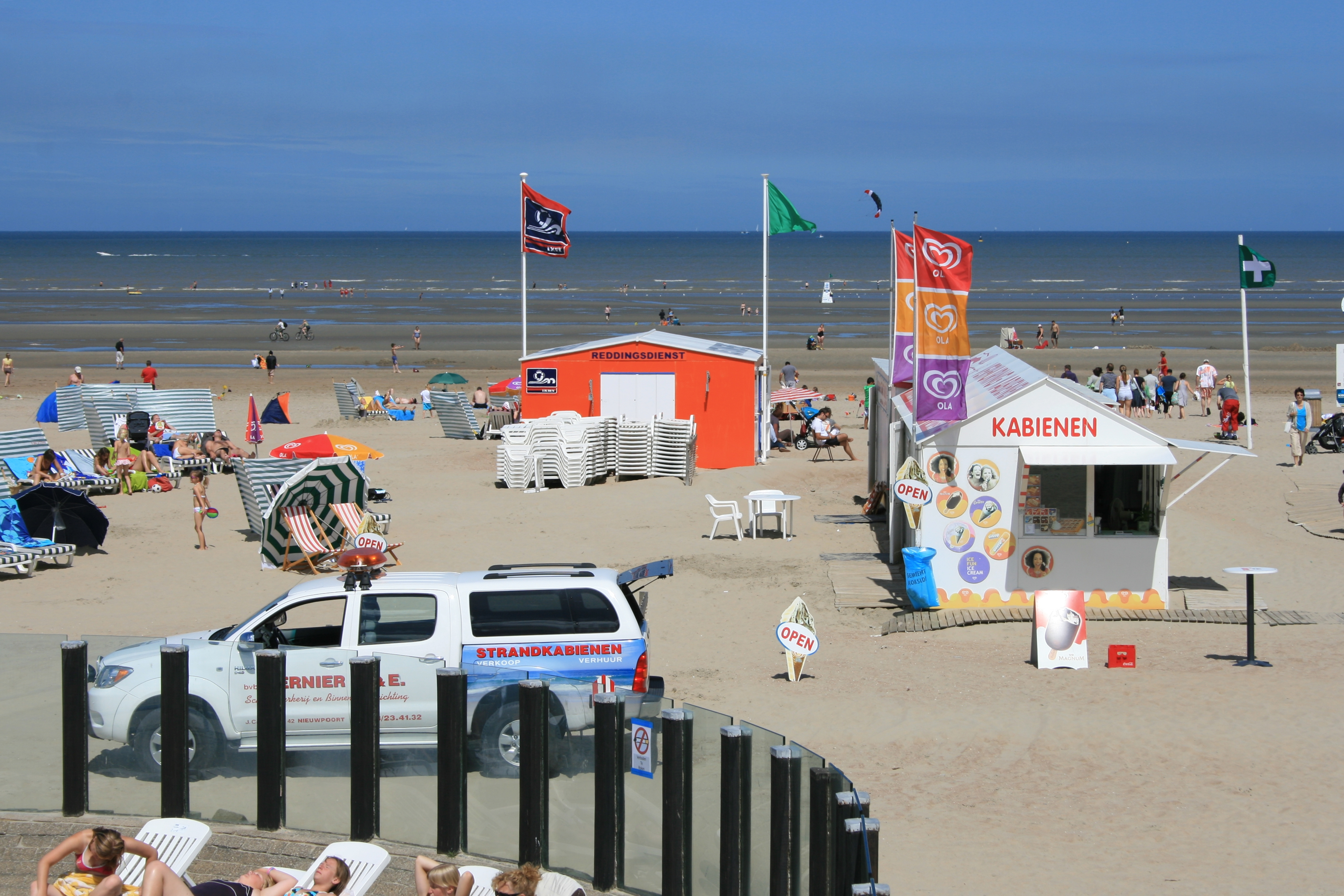
Strand im Saisonbetrieb, Oostduinkerke
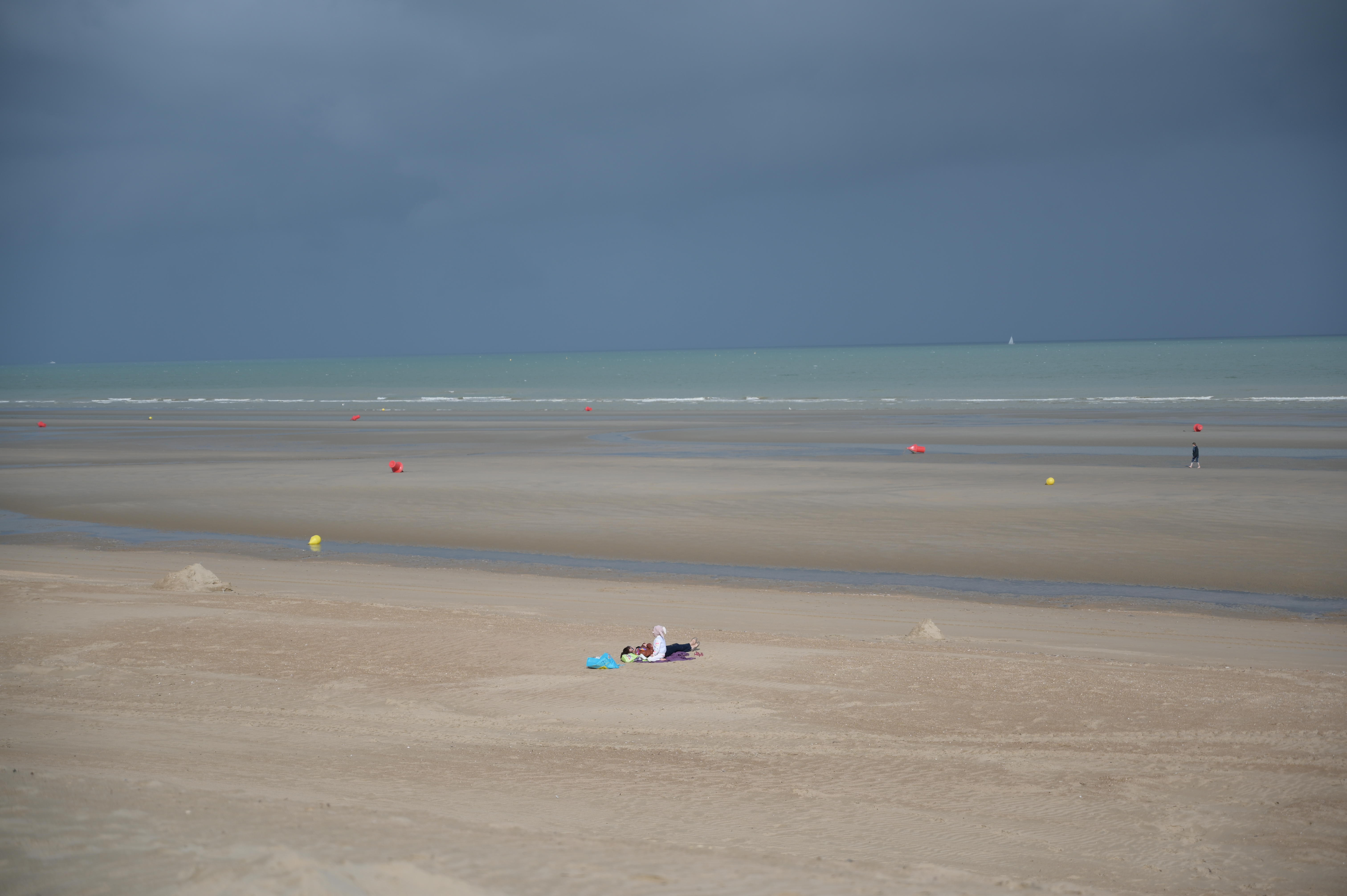
Strand bei Ebbe, Sankt Idesbald